# 子宮恋愛
『子宮恋愛』（しきゅうれんあい）は、佐々江典子による日本の漫画作品。電子雑誌『ダークネスな女たち』（ぶんか社）にて、Vol.39（2021年2月4日発売）からVol.80（2024年7月4日発売）まで連載された。
2025年4月から6月まで、読売テレビにてテレビドラマが放送された。

## あらすじ
31歳会社員の苫田まきは、夫の恭一とは結婚7年目で、そろそろ子供が欲しいと焦っていたが、恭一は子供が嫌いで非協力的。何年もセックスレスが続く。毎月生理が来るたび、また無駄な時間をすごしたと嘆き、生理が重い体質なこともあり、子宮に振り回されるままならさを感じた。
まきの同僚の山手旭は日系ブラジル人で、どこか異国情緒を漂わせ、人との距離感が近い変わり者だ。まきは漢字間違いの多い山手を叱り、何かと世話を焼いていた。山手はブラジルにいた頃に結婚し今では16歳になる娘がいるが、離婚して独り者。フィカンチならば時たまつくるらしく、恭一よりも歳上なのに、彼の相手はセックスレスに悩んだりなんかしないのだろうとまきは思っていた。夫との仲が上手く行かず苦しい時に山手に優しくされ、次第にまきは彼に惹かれていく。
恭一はまきには触れない一方で、寄島みゆみと不倫関係にあった。学生時代に同じサークルにいた寄島は皆が憧れる美女で、恭一が童貞を捧げた相手だった。彼女にとっては複数いる男の一人でしかなく、恭一は寄島を忘れるためにサークルの後輩で地味な処女のまきと結ばれ、結婚した。結婚後に再会した寄島は子宮体癌で子宮を摘出しており、資産家の夫は何でも買い与えてはくれるが体を求めてこないようになり、「中がからっぽ」な自分を価値のない存在だと思い詰めていた。そこから不倫関係が始まり、寄島には妊娠の可能性などなかったが、まきに悪いという思いから性器の挿入はせず、恭一が一方的に寄島に奉仕するような形だった。
以前から闘病中であった恭一の父親が亡くなった。普段あまり感情を見せない恭一は葬儀の後で号泣し、彼はまきではなく寄島に抱きすがり泣いた。恭一からの愛情を感じられないようになっていたまきは、恭一が本当は誰を愛していたのかに気付いた。山手に惹かれキスまではしてしまったこともあり、まきはもう恭一との関係は続けられないと離婚届を突きつけた。恭一は拒み、「仲直りをしよう」と言ってまきをレイプした。まきはもう家にはいられないと飛び出し、山手の家に招かれ、そのまま二人は初めて体を重ねた。
恭一に離婚届を送っても破り捨てられるだけで離婚の手続きは進まなかったが、まきは山手との関係を日々深め、やがて妊娠がわかった。まきは何度も抱かれた山手の子供だと確信し喜んだが、山手は浮かない顔をしており、彼は子供など欲しくなかったのかと、まきは不安にかられた。山手は、離婚した際にパイプカットしており、お腹の子の父親ではないと明かした。たった一度、恭一にレイプされた時の子供だった。
恭一は、まきが家を出ていた間にまきの有り難みを感じるようになり、まきと山手の関係を知っても許し、妊娠を喜び、復縁を望んだ。山手は父でなくともまきと共に子育てをしたいと望むが、社内では二人の不倫関係が噂になりはじめていた。

## 登場人物
苫田まき（とまだ まき）
31歳の会社員女性。子供を望んでいるが、夫の恭一とセックスレスで、年齢だけ重ねていき焦りを抱えている。恭一とは大学時代に「英語劇研究サークル」で知り合い、18歳の時に処女を捧げ、24歳で結婚した。男性経験は恭一しかなかったが、次第に同僚の山手と惹かれ合い、不倫関係となる。
家庭の外に女をつくっていた父、愛ではなく憎しみから離婚しないのだと語り経済的に父に依存するしかない専業主婦の母を持ち、まっとうな幸せな家庭を築き子育てしたいと望んでいた。
山手旭（やまて あさひ）
アラフォーの、まきの同僚。ブラジル育ちの日系ブラジル人。アンニュイな雰囲気を漂わせ、服で隠れる場所だが体に大きなタトゥーを入れている。日本語も達者であるが、来日してからまだ日が浅く漢字間違いが多かった時期に、まきから指導を受け親しい仲になった。バツイチで、離婚後の女性関係は遊びのものしかなかった。尻の大きな女性が好きだが、そうではなく華奢なまきに次第に惹かれ、彼が夫との不和を抱えていることを知り、迫り不倫関係になった。
ブラジルでは比較的裕福な環境で育ったがマイノリティとしてアイデンティティの形成に苦しんでいた。ファヴェーラ（貧民街）育ちの少女マリリアと恋に落ち、周囲から反対されつつも若くして結婚、娘ヘレナを授かった。しかし、関係が破綻し離婚、それを期に来日した。
苫田恭一（とまだ きょういち）
33歳。まきの夫。眼鏡をかけている。高校教師（英語担当）で、生徒たちの問題に振り回されることが多く、子供を持つことに夢を持てない。多忙なために家では寝てばかりでまきとセックスをする気力はない。共働きだが、家事能力はなく家事は一切やらず、言動はモラハラ気味である。
大学入学時に首席を狙っていたが、美貌の才媛である寄島みゆみがその座につき、彼女に惹かれ、童貞を捧げた。関係が破綻してからも未練があり、振り切るように、大して愛してはいない まきと関係を持ち、結婚した。まきへの愛着もそれなりに育っていったが、再会した寄島と不倫関係になった。
寄島みゆ（よりしま みゆみ）
恭一の不倫相手。大学時代にまきや恭一と同じサークルに所属し、恭一と同学年。美貌の持ち主で、学生時代は彼女に憧れる者が多かった。貧しい母子家庭で、母の恋人が出入りする環境で育ち、性的虐待を受けていたことも示唆される。上昇意識が高く、大学には首席入学した。女であることに重荷を感じつつも、どうせ消費される性ならより高く売りつけるべきだという思想を持ち、より美貌に磨きをかけるため大学卒業後は夜職も兼ねながら整形手術を繰り返し、資産家を射止め結婚。しかし子宮体癌で子宮を摘出し、精神的に弱り、支えを求めて恭一と不倫関係になる。投資家の夫は性欲が薄く、トロフィーワイフとして寄島を求めたが、色恋よりも株価の上下に興奮する性質である。
マリリア
ブラジル人で、山手旭の元妻。ファヴェーラ（貧民街）育ちで、比較的裕福な環境で育った山手とは大きく生まれ育ちが異なるが、大きなお祭りの場で山手と知り合い恋に落ちた。山手の体のタトゥーは、マリリアの勧めで入れたもの。ファベーラにいた頃は自分の生い立ちに疑問を抱くことはなかったが、結婚し外の地域で生活するうち、自分の育ちが惨めなものだったを実感していき、気に病むことが多くなり、山手に対して攻撃的に振る舞いだし、離婚した。

## 書誌情報
- 佐々江典子 『子宮恋愛』 ぶんか社〈ストーリーな女たち〉、全7巻
  1. 2021年9月24日発売[4]
  2. 2022年3月18日発売[5]
  3. 2022年8月19日発売[6]
  4. 2023年2月24日発売[7]
  5. 2023年9月22日発売[8]
  6. 2024年4月25日発売[9]
  7. 2024年9月5日発売[10]
- 佐々江典子 『子宮恋愛』 ぶんか社〈ぶんか社コミックス〉、全4巻
  1. 2025年4月16日発売[11]、ISBN 978-4-8211-1037-7
  2. 2025年4月16日発売[12]、ISBN 978-4-8211-1038-4
  3. 2025年5月16日発売[13]、ISBN 978-4-8211-1044-5
  4. 2025年6月17日発売[14]、ISBN 978-4-8211-1045-2

## テレビドラマ
2025年4月11日（10日深夜）から6月27日（26日深夜）まで読売テレビ「ドラマDiVE」枠で放送された。主演は松井愛莉。

### キャスト

#### 主要人物
苫田まき（とまだ まき）〈29〉
演 - 松井愛莉

山手旭（やまて あさひ）〈36〉
演 - 大貫勇輔
まきの職場の同僚。ブラジル育ちの日本人。

#### 周辺人物
苫田恭一（とまだ きょういち）〈32〉
演 - 沢村玲（ONE N' ONLY）
まきの夫。高校教師。
寄島みゆみ（よりしま みゆみ）〈32〉
演 - 吉本実憂
まきの大学時代の先輩。恭一とは同期で、3人は同じサークルに所属。

### スタッフ
- 原作 - 佐々江典子『子宮恋愛』（ぶんか社刊）[3][15]
- 監督 - 樹下直美、伊藤彰記、保母海里風[3][15]
- 脚本 - 山﨑佐保子[3][15]
- 音楽 - はらかなこ
- オープニング主題歌 - ONE N' ONLY「Bittersweet」（SDR）[16]
- エンディング主題歌 - Faulieu.「愛煩い」（Faulieu. Record）[16]
- チーフプロデューサー - 福田浩之、内部健太郎
- プロデューサー - 吉田卓麻、山本晃久、小池洋平、村上歩、小林杏奈、岩﨑マリエ、福井芽衣、毛塚俊太
- 制作プロダクション - 日テレアックスオン[3][15]
- 製作 - 「子宮恋愛」製作委員会[3][15]（読売テレビ、エイベックス・ピクチャーズ、ytvメディアデザイン）

### 放送日程
| 話数   | 放送日  | サブタイトル       | 監督       |
| ------ | ------- | ------------------ | ---------- |
| 第1話  | 4月11日 | 芽生えた恋         | 樹下直美   |
| 第2話  | 4月18日 | すれ違いと嘘       | 樹下直美   |
| 第3話  | 4月25日 | 揺れ動く心         | 樹下直美   |
| 第4話  | 5月02日 | 孤独と疑惑         | 伊藤彰記   |
| 第5話  | 5月09日 | 通じ合う心         | 樹下直美   |
| 第6話  | 5月16日 | 絶望と温もり       | 樹下直美   |
| 第7話  | 5月23日 | 偽りの生活         | 樹下直美   |
| 第8話  | 5月30日 | 運命の告白         | 伊藤彰記   |
| 第9話  | 6月06日 | 祝福と絶句         | 伊藤彰記   |
| 第10話 | 6月13日 | 疼く心身           | 保母海里風 |
| 第11話 | 6月20日 | 不穏な誘い         | 樹下直美   |
| 最終回 | 6月27日 | もう終わりにしよう | 樹下直美   |

### 放送局
| 放送期間                | 放送時間                     | 放送局     | 対象地域   | 備考   |
| ----------------------- | ---------------------------- | ---------- | ---------- | ------ |
| 2025年4月11日 - 6月27日 | 金曜 0:59 - 1:29（木曜深夜） | 読売テレビ | 近畿広域圏 | 制作局 |
| 2025年4月13日 -         | 日曜 0:55 - 1:25（土曜深夜） | 福岡放送   | 福岡県     |        |

### 性的描写を巡る炎上、表現規制論
ドラマの宣伝文句に「この人の子供を産みたいと、私の子宮が恋をした。だけどそれは夫とは別の人でした」「子宮が恋に落ちた」「頭でじゃなくて、ここ（子宮）で恋をしちゃう」とあり、まだ放送前から、内容の過激さにSNSで炎上が起こった。なお、これらのセリフは原作には存在しない。ドラマに対し、「地上波で流すべきではない」「こんなの地上波で流すなよ」と表現規制を求める声が上がった。女性主人公の不倫を扱ったドラマの存在自体が男性差別であるとして、「このようなドラマが当たり前に受け入れられている社会では、男性は肩身の狭い思いをしている」と批判された。
一方で、「表現の自由だと思うけどな」「深夜帯のドラマだから一応はゾーニングはされているし表現の自由としては問題視する必要はない」と創作表現の自由を求める声もあった。
また、「アプリでためし読みしましたが、内容はそんなに悪くない」「実写化のせいで叩かれてるのはさすがに作者が不憫である」など、原作漫画を支持する声、以前からの漫画読者による「アンチみたいなポストが多くて悲しい。 原作読んでほしー」という声もあった。
読売テレビの松本和久コンテンツ戦略センター長は、「特に炎上や衝撃度を狙って作っているわけではない。どの作品も同じように皆さんで盛り上がっていただくというのは否定しない」とコメントした。
| 読売テレビ ドラマDiVE                  | 読売テレビ ドラマDiVE                | 読売テレビ ドラマDiVE                                   |
| 前番組                                 | 番組名                               | 次番組                                                  |
| -------------------------------------- | ------------------------------------ | ------------------------------------------------------- |
| あらばしり （2025年1月10日 - 3月28日） | 子宮恋愛 （2025年4月11日 - 6月27日） | FOGDOG （2025年7月22日 - ） ※ここから火曜 1:29 - 1:59枠 |